# Colonia Valle Escondido
Colonia Valle Escondido är en ort i Mexiko.   Den ligger i kommunen Valle de Bravo och delstaten Mexiko, i den södra delen av landet, 110 km väster om huvudstaden Mexico City. Colonia Valle Escondido ligger 2 022 meter över havet och antalet invånare är 147.
Terrängen runt Colonia Valle Escondido är kuperad. Runt Colonia Valle Escondido är det ganska tätbefolkat, med 116 invånare per kvadratkilometer. Närmaste större samhälle är Ixtapan del Oro, 19,6 km nordväst om Colonia Valle Escondido. I omgivningarna runt Colonia Valle Escondido växer huvudsakligen savannskog.